# Пођо Казоли (Ријети)
Пођо Казоли је насеље у Италији у округу Ријети, региону Лацио.
Према процени из 2011. у насељу је живело 22 становника. Насеље се налази на надморској висини од 917 м.